# Jarki Horvatićevi
Jarki Horvatićevi – wieś w Chorwacji, w żupanii varażdińskiej, w mieście Varaždinske Toplice. W 2011 roku liczyła 47 mieszkańców.